# Covè
Covè est une ville et une commune du Bénin du département du Zou, située à environ 40 km d'Abomey. Elle comporte huit arrondissements. Covè est devenu sous-préfecture en 1991.

## Géographie

### Localisation
| Djidja   | Dassa-Zoumè | Zagnanado |
| Djidja   | Covè        | Zagnanado |
| Za-Kpota | Zogbodomey  | Zagnanado |

## Population
Lors du recensement de 2013 (RGPH-4), la commune comptait 51 247 habitants.

## Économie

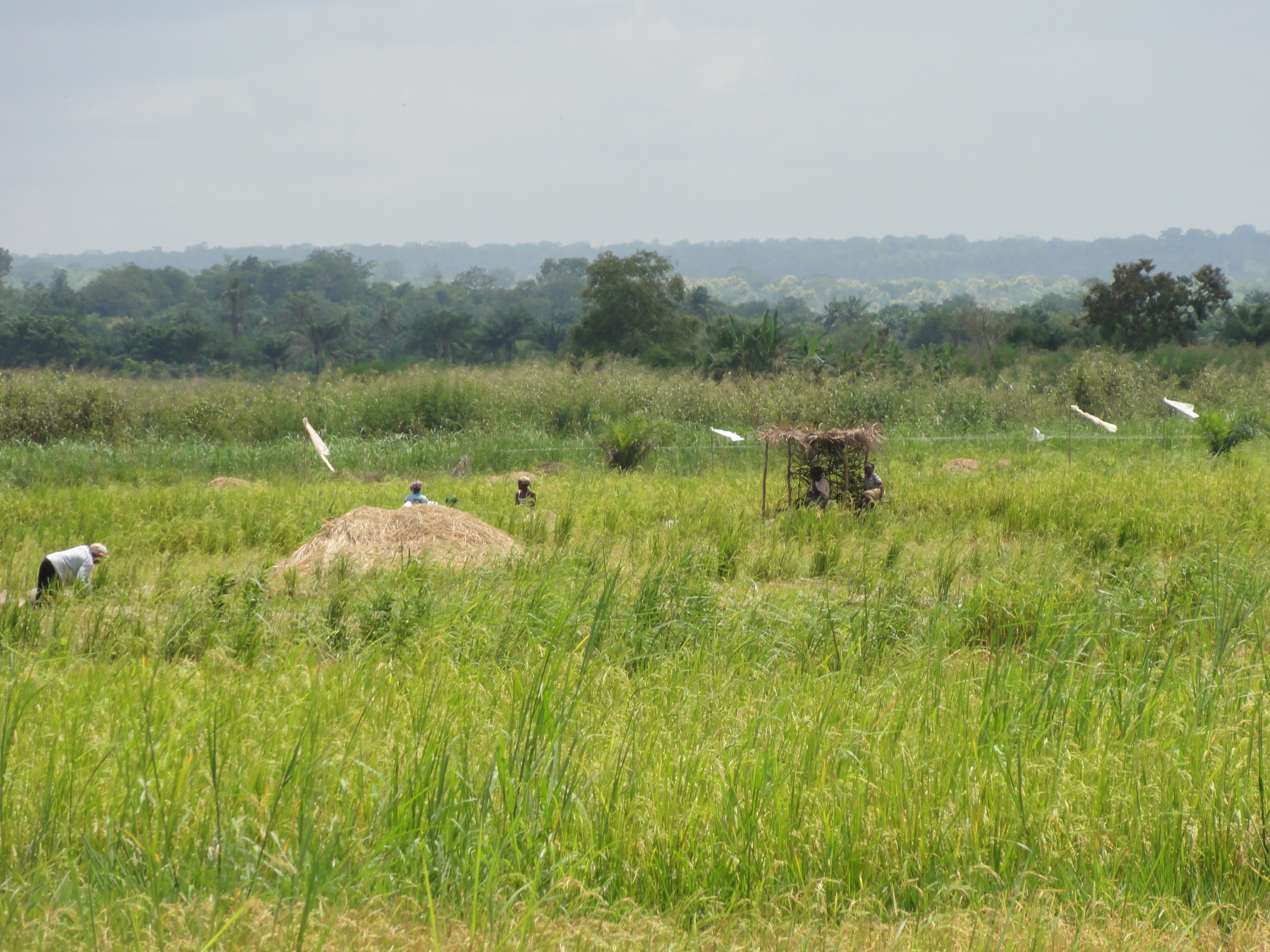
Riziculture au nord-ouest de la commune

A part la culture de riz covè est l'un des peuples qui est roi en fabrication du beignet d’arachide et l’huile d'arachide communément appeler azimi chez eux.

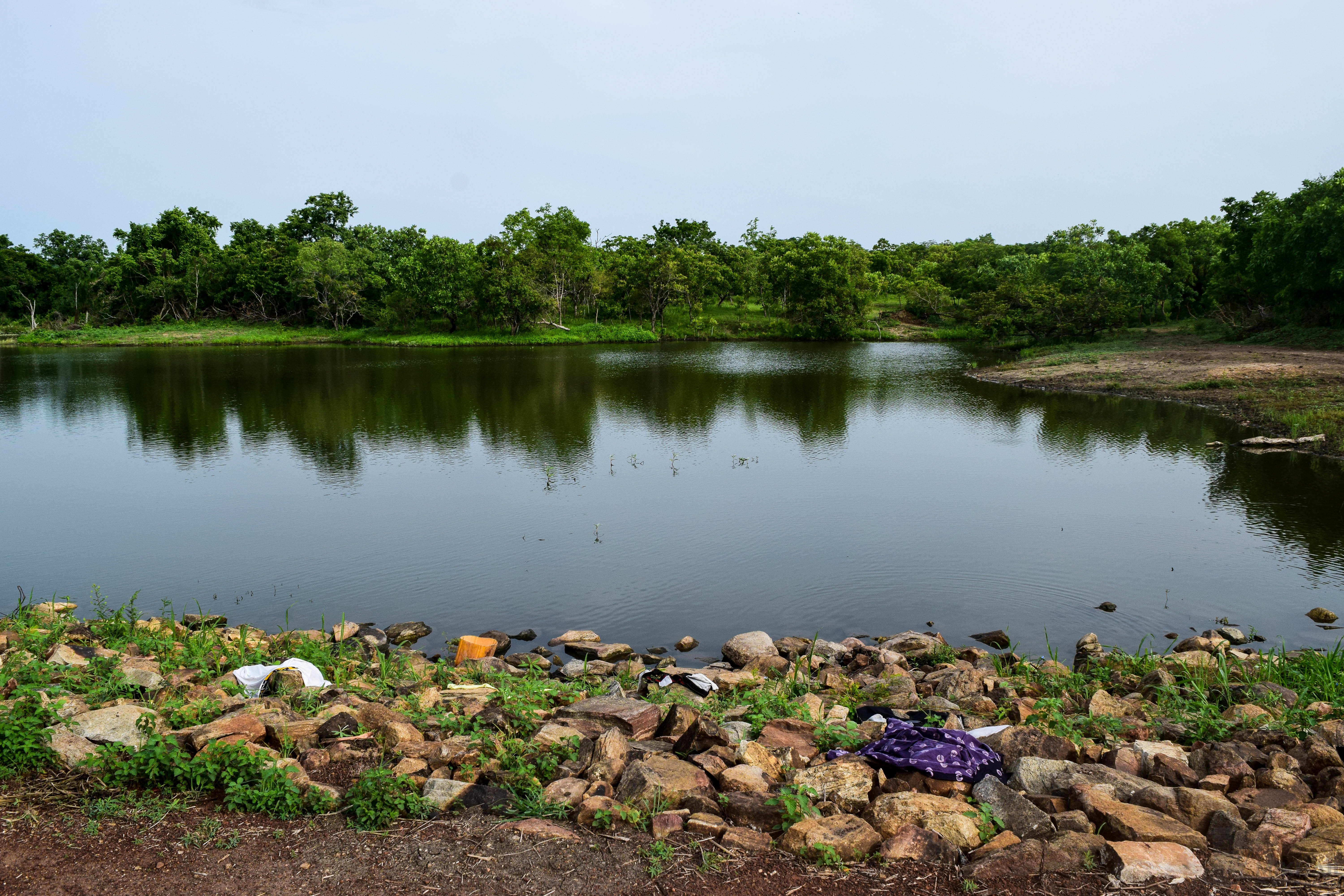
Mare artificielle dans le pâturage naturel de Samiondji (Covè).